# ديفيد ميلز (سياسي أمريكي)
ديفيد ميلز (بالإنجليزية: David Mills)‏ هو كاتب وسياسي أمريكي، ولد في 24 يناير 1959.